# Deutério (gramático)
Deutério (em latim: Deuterius) foi um professor de gramática romano de Mediolano citado frequentemente por Enódio de Pavia entre 503-506. Foi o autor de versos (carmina) e é descrito como portador de uma deficiência visual.
Na primavera de 503, Enódio endereça-lhe uma carta na qual chama-o "bom doutor" (doctor optime). Em meados de 504, pelos documentos sobreviventes a seu respeito sabe-se que tornou-se mestre da escola onde Arátor entrou em Mediolano. Em 506, outras correspondências são endereçadas a Deutério.